# Rally de Bulgaria de 2010
El Rally de Bulgaria de 2010, fue la séptima ronda de la temporada 2010 del Campeonato Mundial de Rally. Se celebró entre el 9 y el 10 de julio en las cercanías de Borovets, (Provincia de Sofia) y contó con un itinerario de catorce tramos sobre asfalto que sumaban un total de 354.10 km cronometrados.

## Itinerario y ganadores
| Día                 | Tramo | Hora  | Tramo           | Distancia | Ganador         | Tiempo          | Vel. media      | Líder rally    |
| ------------------- | ----- | ----- | --------------- | --------- | --------------- | --------------- | --------------- | -------------- |
| Día 1 (9 de julio)  | SS1   | 10:05 | Batak Lake 1    | 31.77 km  | Sébastien Loeb  | 17:33.8         | 108.53 km/h     | Sébastien Loeb |
| Día 1 (9 de julio)  | SS2   | 11:38 | Belmeken Lake 1 | 27.57 km  | Sébastien Loeb  | 15:08.5         | 109.25 km/h     | Sébastien Loeb |
| Día 1 (9 de julio)  | SS3   | 14:37 | Batak Lake 2    | 31.77 km  | Sébastien Loeb  | 17:35.2         | 108.39 km/h     | Sébastien Loeb |
| Día 1 (9 de julio)  | SS4   | 16:10 | Belmeken Lake 2 | 27.57 km  | Sébastien Loeb  | 15:09.2         | 109.16 km/h     | Sébastien Loeb |
| Día 2 (10 de julio) | SS5   | 07:43 | Sestrimo 1      | 27.46 km  | Sébastien Loeb  | 16:27.4         | 100.12 km/h     | Sébastien Loeb |
| Día 2 (10 de julio) | SS6   | 09:36 | Peshtera 1      | 18.13 km  | Dani Sordo      | 10:23.6         | 104.66 km/h     | Sébastien Loeb |
| Día 2 (10 de julio) | SS7   | 10:54 | Lyubnitsa 1     | 24.86 km  | Tramo cancelado | Tramo cancelado | Tramo cancelado | Sébastien Loeb |
| Día 2 (10 de julio) | SS8   | 13:22 | Sestrimo 2      | 27.46 km  | Petter Solberg  | 16:19.5         | 100.92 km/h     | Sébastien Loeb |
| Día 2 (10 de julio) | SS9   | 15:15 | Peshtera 2      | 18.13 km  | Petter Solberg  | 10:24.2         | 104.56 km/h     | Sébastien Loeb |
| Día 2 (10 de julio) | SS10  | 16:33 | Lyubnitsa 2     | 24.86 km  | Petter Solberg  | 13:32.8         | 110.11 km/h     | Sébastien Loeb |
| Día 3 (11 de julio) | SS11  | 08:46 | Muhovo 1        | 29.53 km  | Petter Solberg  | 15:29.7         | 114.35 km/h     | Sébastien Loeb |
| Día 3 (11 de julio) | SS12  | 09:28 | Slavovitsa 1    | 17.73 km  | Dani Sordo      | 9:23.2          | 113.33 km/h     | Sébastien Loeb |
| Día 3 (11 de julio) | SS13  | 11:52 | Muhovo 2        | 29.53 km  | Petter Solberg  | 15:22.7         | 115.21 km/h     | Sébastien Loeb |
| Día 3 (11 de julio) | SS14  | 12:34 | Slavovitsa 2    | 17.73 km  | Sébastien Ogier | 9:17.4          | 114.51 km/h     | Sébastien Loeb |

## Clasificación final
| Pos.     | Piloto                 | Copiloto         | Automóvil            | Tiempo    | Diferencia | Puntos  |
| General  | General                | General          | General              | General   | General    | General |
| -------- | ---------------------- | ---------------- | -------------------- | --------- | ---------- | ------- |
| 1.       | Sébastien Loeb         | Daniel Elena     | Citroën C4 WRC       | 3:02:39.2 | 0.0        | 25      |
| 2.       | Dani Sordo             | Marc Martí       | Citroën C4 WRC       | 3:03:08.7 | 29.5       | 18      |
| 3.       | Petter Solberg         | Chris Patterson  | Citroën C4 WRC       | 3:03:15.5 | 36.3       | 15      |
| 4.       | Sébastien Ogier        | Julien Ingrassia | Citroën C4 WRC       | 3:04:34.2 | 1:55.0     | 12      |
| 5.       | Mikko Hirvonen         | Jarmo Lehtinen   | Ford Focus RS WRC 09 | 3:05:57.0 | 3:17.8     | 10      |
| 6.       | Jari-Matti Latvala     | Miikka Anttila   | Ford Focus RS WRC 09 | 3:07:07.7 | 4:28.5     | 8       |
| 7.       | Per-Gunnar Andersson   | Jonas Andersson  | Ford Focus RS WRC 08 | 3:08:04.4 | 5:25.2     | 6       |
| 8.       | Frigyes Turán          | Gábor Zsiros     | Peugeot 307 WRC      | 3:09:43.2 | 7:04.0     | 4       |
| 9.       | Matthew Wilson         | Scott Martin     | Ford Focus RS WRC 08 | 3:12:07.8 | 9:28.6     | 2       |
| 10.      | Henning Solberg        | Ilka Minor       | Ford Fiesta S2000    | 3:15:45.2 | 13:06.0    | 1       |
| JWRC     |                        |                  |                      |           |            |         |
| 1. (12.) | Thierry Neuville       | Nicolas Klinger  | Citroën C2 S1600     | 3:18:21.8 | 0.0        | 25      |
| 2. (14.) | Hans Weijs             | Bjorn Degandt    | Citroën C2 S1600     | 3:19:14.3 | 52.5       | 18      |
| 3. (16.) | Todor Slavov           | Dobromir Filipov | Renault Clio R3      | 3:24:38.4 | 6:16.6     | 15      |
| 4. (17.) | Alessandro Broccoli    | Angela Forina    | Renault Clio R3      | 3:25:13.6 | 6:51.8     | 12      |
| 5. (18.) | Karl Kruuda            | Martin Jarveoja  | Suzuki Swift S1600   | 3:25:14.6 | 6:52.8     | 10      |
| 6. (19.) | Egoi Eder Valdés López | Albert Garduno   | Renault Clio R3      | 3:30:24.1 | 12:02.3    | 8       |
| 7. (21.) | Kevin Abbring          | Erwin Mombaerts  | Renault Clio R3      | 3:31:55.8 | 13:34.0    | 6       |
| 8. (23.) | Mathieu Arzeno         | Romain Roche     | Citroën C2 S1600     | 3:38:45.6 | 20:23.8    | 4       |

| Predecesor: Portugal 2010 | WRC 2010 | Sucesor: Finlandia 2010 |